# KYOKO KOIZUMI CLUB PARTY 90's
KYOKO KOIZUMI CLUB PARTY 90's（キョウコ・コイズミ・クラブ・パーティー・ナインティーンズ）は、日本の歌手小泉今日子のコンサート・ツアー。このツアーは2023年の秋から冬にかけて開催された。

## 概要
- KYOKO KOIZUMI CLUB PARTY 90's（KKCP）は小泉今日子が1980年代後半～1990年代前半の楽曲を中心に、クラブハウスで実施するツアー。[1]

## セットリスト
- 水のルージュ
- DRIVE
- CDJ
- Moon Light (Ballad Classics II Ver.)
- BEAUTIFUL GIRLS
- for my life
- オトコのコ オンナのコ
- バンプ天国
- 東京ディスコナイト
- 女性上位万歳
- キスを止めないで
- LOVE SHELTER
- La La La…
- この涙の谷間 (Ballad Classics II Ver.)
- Fade Out

En
- あなたに会えてよかった
- カントリー・リビング

## ツアー日程[1]
2023年11月3日から2023年12月10日、全国11都市12公演。12月10日は追加公演。
| 日付（2023年） | 都道府県 | 会場                  |
| -------------- | -------- | --------------------- |
| 11月3日        | 北海道   | Zepp Sapporo          |
| 11月5日        | 宮城県   | 仙台PIT               |
| 11月12日       | 東京都   | Zepp DiverCity(TOKYO) |
| 11月18日       | 静岡県   | LIVE ROXY SHIZUOKA    |
| 11月19日       | 愛知県   | Zepp Nagoya           |
| 11月22日       | 岡山県   | CRAZYMAMA KINGDOM     |
| 11月23日       | 香川県   | 高松festhalle         |
| 11月25日       | 大阪府   | Zepp Namba(OSAKA)     |
| 11月26日       | 広島県   | 広島クラブクアトロ    |
| 12月2日        | 福岡県   | Zepp Fukuoka          |
| 12月3日        | 熊本県   | B.9 V1                |
| 12月10日       | 東京都   | Spotify O-EAST        |

## バンドメイト[2]
- ヴォーカル: 小泉今日子
- ベース&バンド長[3]: 上田ケンジ
- ギター: akkin
- ドラム: 小関純匡
- キーボード: 渡辺シュンスケ
- コーラス: 加藤いづみ

（出典:
)